# Teoría de usos y gratificaciones
La teoría de usos y gratificaciones (TUG) es una teoría que explica las razones por las cuales la población consume determinados productos audiovisuales. Su objetivo es la comprensión de la comunicación en masa. Se centra en la pregunta «¿qué efecto tienen las personas en los medios de comunicación?». Uno de las principales hilos conductores del estudio de esta teoría es identificar la razón por la que la gente usa los medios y para qué los usa. Esta teoría se centra en cómo los usuarios eligen deliberadamente los medios que pueden satisfacer sus necesidades: relajarse, relacionarse con otras personas, divertirse o evadirse.
La teoría de usos y gratificaciones asume que los miembros de la audiencia no son consumidores pasivos de los medios. Por el contrario, establece que la audiencia tiene poder sobre su consumo de contenido en los medios y que tiene un rol activo en interpretar e integrar este contenido en sus vidas. A diferencia de otros modelos teóricos, la TUG mantiene que la audiencia es responsable al elegir los contenidos que satisfacen sus deseos y necesidades para sentir gratificación. Esta teoría supone que los medios de comunicación compiten con otro tipo de fuentes de contenido para alcanzar la gratificación de la audiencia.

## Orígenes
Los orígenes de esta teoría se remontan a los inicios de la investigación empírica en relación con la comunicación de masas, durante la década de los setenta. Todos los estudios que se realizaban bajo esta perspectiva no eran capaces de reunir pruebas suficientes que pudieran mostrar los efectos reales que los medios masivos producían a las personas.
En aquella época se daba más importancia a lo que los medios generaban en las audiencias para poder comprender por qué la gente los consumía tanto. La audiencia se veía como algo pasivo, que no tenía vida; que era inerte y que esperaba que los medios de comunicación les transmitieran toda la información necesaria para desarrollarse e interactuar dentro de su contexto de manera eficaz. Con esto esperaba que la audiencia tomara la información que se les proporcionaba y actuara de manera similar.
En los años cuarenta hubo un cambio que sustituyó la idea de considerar al público pasivo como un público activo ya que este era capaz de seleccionar los mensajes y el contenido que fuera de su preferencia. Se dejó de ver al público como parte de una masa homogénea y se comenzó a ver desde un punto de vista más social, más psicológico y más individual.
De acuerdo con Melissa Montesinos Ramírez en el capítulo 1 de su tesis para la UDLAP titulada "La televisión como escuela paralela a la institución educativa: usos y gratificaciones que los niños en edad escolar, obtienen actualmente de los contenidos de ambas instituciones" algunos estudiosos como Werner Severin y James Tankard, Elihu Katz fue el primero en estudiar empíricamente sobre qué hacía la audiencia con los medios y mencionó que "audiencias similares y homogéneas pueden usar los mismos medios para distintos fines.". Katz también afirmó que "no importa cuán grande y poderoso sea el medio, este no podrá ejercer ningún tipo de influencia sobre un individuo al que la información o el impacto creado por dicho medio no le haya resultado útil dentro del contexto social y psicológico en el que este desenvuelve."

## Principios
Esta teoría se consolidó en la década de los 60, gracias a la aportación de diversos autores como Elihu Katz, Jay G. Blumler y Michael Gurevitch.
Sus orígenes se remontan al comienzo de la investigación empírica sobre las comunicaciones de masas.
«Así, mucho del consumo de los medios de comunicación de masa puede interpretarse como una respuesta a las necesidades sentidas por el miembro de la audiencia: dadas las disposiciones psicológicas y roles sociales, el televidente, oyente o lector experimenta o espera experimentar alguna forma de satisfacción de necesidades a través de su conducta de empleo de los medios».
Conforme transcurrió la década de los 60, se consideró al público como activo porque se percibió con la capacidad de seleccionar el contenido y los mensajes de su preferencia.
Por lo tanto, se dejó de ver a las personas como parte de una masa y se empezó a ver de una manera más social, individual y psicológica.
1. Cada individuo selecciona los estímulos a los que quieren responder, atendiendo a causas como sus valores, intereses y funciones sociales. Por tanto, más que ser los medios los que dicen al espectador qué ver, son los usuarios de forma activa los que lo deciden, atendiendo a sus necesidades y la gratificación que les proporcionen.
2. Cuestiona la relación directa entre estímulo y respuesta, atendiendo al hecho de que cada uno de los destinatarios de un mismo mensaje, viene precedido por un contexto el cual condiciona el efecto de dicho mensaje. Por tanto, no son solo los estímulos los que ponen en marcha el proceso comunicativo, sino los propios receptores al elegir el contenido e interpretarlo. Los estímulos generan unos efectos tan solo si el individuo quiere responder a ellos.
3. Los medios compiten entre ellos, y al mismo tiempo con otras fuentes, para lograr la atención del público que busca satisfacer sus necesidades.

El sujeto tiene cerca sus carencias y lejos sus gratificaciones de acuerdo a sus operaciones con los medios. El individuo proyecta qué hacer con su tiempo y toma en cuenta varios aspectos; entre estos entran todos los recuerdos de cómo le ha ido con los contenidos de los medios y el ambiente en el que vive.

## Objetivos de la teoría de usos y gratificaciones
Para entender mejor los objetivos de la teoría, podemos partir desde lo propuesto por Katz, Lundberg y Hulten en 1968:
1. La audiencia es concebido como algo activo, es decir, parte importante del uso de los medios masivos es dirigido hacia los mismos objetivos.
2. En el proceso de comunicación social, la iniciativa de relacionar la satisfacción de necesidades y la elección de los medios se encuentra en cada miembro de la audiencia.
3. Los medios compiten con otras fuentes que también satisfacen necesidades en las audiencias.
4. Desde el punto de vista metodológico, muchos de los objetivos de los usos de los medios masivos pueden derivarse de datos ofrecidos por los miembros de la propia audiencia. Lo anterior significa que la gente es lo suficientemente consciente de lo que busca y necesita cuando se expone a un medio, tanto, que es capaz de informar acerca de dichos intereses y motivos en casos particulares.
5. Mientras no se conozcan aún las orientaciones reales de las audiencias en sus propios términos, todos los juicios de valor sobre la relevancia cultural de la comunicación de masas, deberían ser suspendidos.[10]

## Gratificaciones de McQuail
Citados por Werner Severin y James W. Tankard, Jr. en el 2001; en 1972 McQuail, Blumer y Brown sugirieron algunas categorías para clasificar las gratificaciones que las audiencias obtenían de los medios:
- Diversión: escape de la rutina y la carga de problemas; liberación emocional.
- Relaciones interpersonales: compañía sustituta, así como la utilidad social. Información útil en conversaciones sociales.
- Identidad personal o psicología individual: incluyendo la referencia personal, la exploración de la realidad y el refuerzo de valores.
- Vigilancia del entorno: información sobre cosas que podrían afectar a una persona o ayudarla a hacer o completar algo.

Con los puntos anteriores se explica de manera más clara cómo los aspectos sociales y psicológicos aportan mayor consistencia cuándo se trata de entender por qué la gente consume algún determinado tipo de contenido y de qué manera lo hace.

## Necesidades: Katz, Gurevitch y Blumler
La comunicación de masas es utilizada por los individuos para comunicarse, desconectarse por medio de relaciones instrumentales, afectivas o de integración. Todo esto a partir de diferentes entidades sociales como la familia, la nación, los amigos y uno mismo.
Se enlistaron 35 necesidades y se resumieron en cuatro categorías:
1. Necesidades cognitivas: acumular información, conocimiento y comprensión.
2. Necesidades afectivas: experiencias emocionales, placenteras y estéticas.
3. Necesidades de integración personal: fortalecer credibilidad, confianza, estabilidad y estatus.
4. Necesidades de integración social: fortalecer lazos familiares, amistosos, entre otros.[11]

## Aplicaciones modernas en la investigación

### Uso de internet
Estudiosos de la comunicación modernos como Tomas E. Ruggiero, resaltan la necesidad de la TUG en la comprensión de la proliferación y el éxito de las formas de comunicación a través de las computadoras. Ruggiero establece que la TUG ofrece un "enfoque de vanguardia teórica en las etapas iniciales de cada nuevo medio de comunicación de masas:. Periódicos, radio y televisión, y ahora internet". Por otra parte, Ruggiero argumenta que las nuevas formas de comunicación requieren análisis de nuevos usos y gratificaciones que puedan ocurrir; por ejemplo, la interactividad, la hipertextualidad, la comunicación asíncrona y la demasificación.
Investigadores como LaRose utilizaron la TUG para entender el uso de internet a través de un marco socio-cognitivo para reducir incertidumbres que surgen al homogeneizar la audiencia de internet y para explicar el uso del medio en términos de las gratificaciones que buscan los usuarios con su uso. La Rose creó medidas para la autoeficacia y el autodesprecio y relacionó la TUG con los resultados negativos que se producen en el comportamiento como la adicción a Internet entre otros.

### Nuevos Medios y la TUG
La introducción del internet, medios digitales, redes sociales y avances tecnológicos ha brindado a las personas otro recurso para buscar gratificaciones. Basados en los modelos desarrollados por Katz, Blumler, Gurevitch y Lasswell, los usuarios buscaban contenido de su interés en una plataforma para satisfacer sus necesidades. Sin embargo, actualmente las nuevas herramientas tecnológicas como el Internet permiten al usuario acceder desde una sola plataforma a diversos contenidos como videos, redes sociales, juegos, películas y series en línea para satisfacer sus necesidades.

### TUG en las redes sociales
De acuerdo con el artículo de Fátima Martínez, periodista por la Universidad San Pablo CEU en España en su investigación La teoría de los usos y gratificaciones aplicada a las redes sociales, establece los siguientes puntos:
En un principio, la teoría de usos y gratificaciones aplicada a los medios de comunicación de masas se resumía en las siguientes características: proporcionar relajación, estimular la imaginación y promover las relaciones sociales. Una de las necesidades principales que cubren los medios de comunicación es la interacción social.
Entre las gratificaciones principales que se obtienen con las redes sociales se encuentran:
Confianza: Al sentir la libertad compartir información personal; desde nuestros estados de ánimo, relaciones, gustos, actividades e intereses.
Compañía: Uno de los efectos resultantes de las redes sociales es mitigar la soledad. El dinamismo de la red permite retroalimentación inmediata.
Felicidad: Se dejan a un lado las tristezas para que la red social se transforme en una red de entretenimiento y diversión.
Diversión: Las redes sociales se caracterizan por ser una fuente de entretenimiento y formar parte de nuestro ocio.
Vigilancia: El concepto de vigilancia que hace referencia a estar al día, mantenerse actualizado de la información.
Relaciones sociales: Las redes sociales son fundamentalmente interacciones entre personas conectadas a la red que comparten intereses personales e información.

## Teorías relacionadas
- Teoría de cultivo
- Teoría hipodérmica
- Teoría del establecimiento periodístico de temas
- Espiral del silencio
- Teorías de exposición a los medios